# Federazione di baseball e softball del Belgio
La Federazione belga di baseball e softball (nld. Koninklijke Belgische Baseball & Softball Federatie; fra. Fédération Royale Belge de Baseball et Softball) è un'organizzazione fondata per governare la pratica del baseball e del softball in Belgio.
Organizza il campionato maschile e di softball femminile, e pone sotto la propria egida la nazionale maschile e di softball femminile.